# Reggenza di Jepara
La reggenza di Jepara (in indonesiano: Kabupaten Jepara) è una reggenza dell'Indonesia, situata nella provincia di Giava Centrale.